# محمود جليفون
محمود جليفون (7 مارس 1945 - 29 يونيو 2019)، ممثل مصري.

## عن حياته
بدأ مسيرته الفنية في نهاية السبعينيات، وهو ممثل تليفزيوني عمل بمسلسلات وسهرات وأفلام التليفزيون. كما عمل في عدد قليل من الأفلام السينمائية بأدوار ثانوية مساعدة، قدم أكثر من 150 مسلسلًا كان أولهم مسلسل (الرجل الذي فقد ذاكرته مرتين) عام 1978. هو رئيس العمال في الفيلم التليفزيونى (أيام الخادمة أحلام) 2005، وهو عباس التمرجي في فيلم (الملعوب) 1987. ومن المسلسلات التي شارك فيها: (الرايا البيضا) 1988، و (عائلة الأستاذ شلش) 1985، و (تاجر السعادة) 2009، و (الركين) 2013.

## أعماله
له العديد من الأعمال منها:
- حرث الدنيا
- عايزة اتجوز
- مسلسل حواري بوخاريست
- مسلسل الصندوق الأسود
- مسلسل بوابة الحلواني
- مسلسل دهشة
- مسلسل كيد الحموات
- مسلسل شمس
- شباب رايق جدا
- فيلم عنتر وبيسة
- فيلم وش سجون
- فيلم المهرجان

## روابط خارجية
- محمود جليفون على موقع الدهليز
- محمود جليفون على موقع قاعدة بيانات الأفلام العربية